# NeTEx
NeTEx (anciennement Network Timetable Exchange) est la norme technique du CEN pour l'échange d'informations de transport public sous forme de documents XML. Il fournit un schéma XML du W3C basé sur le modèle abstrait Transmodel des concepts de transport public et des structures de données communs et peut être utilisé pour échanger de nombreux types de données entre les systèmes d'information des passagers, y compris des données décrivant les arrêts, les installations, les horaires et les tarifs. Ces données peuvent être utilisées à la fois par les systèmes de gestion opérationnelle et les systèmes d'information voyageurs.